# Kamchatka (Krasnodar)
Kamchatka (del ruso: Камчатка) es un jútor de la unidad municipal de la ciudad de Novorosíisk del krai de Krasnodar, en el sur de Rusia. Está situado en la península de Abráu, en la orilla derecha del río Ozeréyevka, 11 km al oeste de Novorosíisk y 112 km al suroeste de Krasnodar, la capital del krai. Tenía 58 habitantes en 2010
Pertenece al municipio de Abráu-Diursó.